# Reptile (Mortal Kombat)

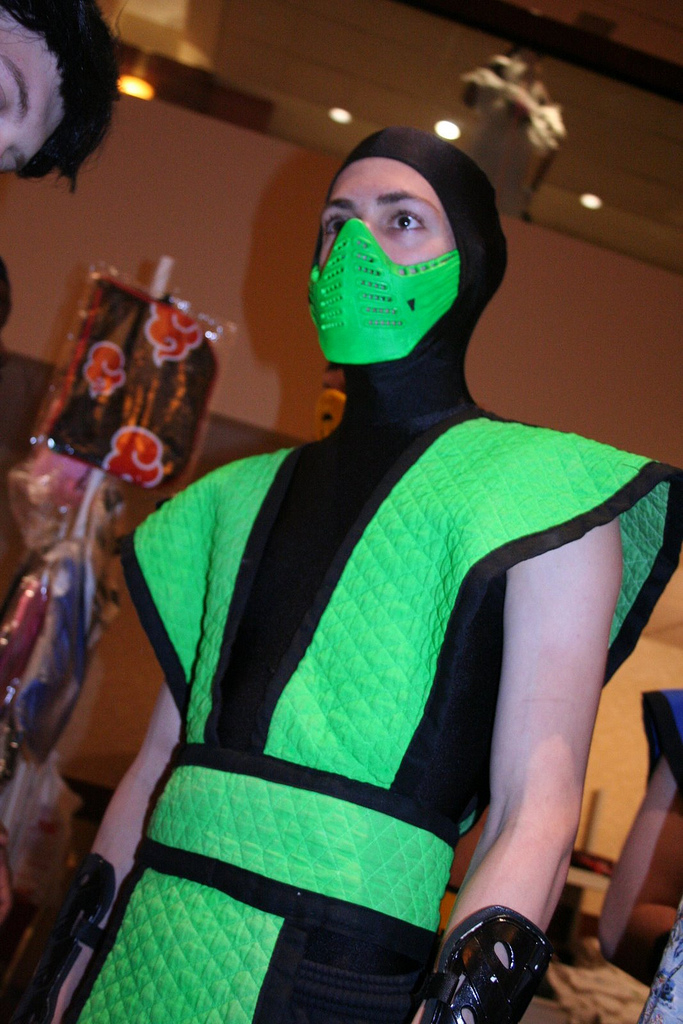
Cosplay nhân vật Reptile

Reptile (hay Syzoth) là một nhân vật hư cấu trong game đối kháng Mortal Kombat do Ed Boon và John Tobias sáng tạo. Reptile giới tính Nam, ra mắt ngày từ phần game đầu tiên Mortal Kombat (1992) với tư cách là một kẻ địch ẩn, sau đó chính thức xuất hiện với tư cách một nhân vật có thể điều khiển được.
Reptile là một con chim ăn thịt gần như tuyệt chủng, giống người và biết đi. Reptile là cận vệ phục vụ cho Shao Kahn với hy vọng duy trì và phát triển giống loài của hắn. Reptile nhận được nhiều phản hồi tích cực của công chúng, với nhiều sự quan tâm từ những phần game đầu tiên.